# Vidua macroura

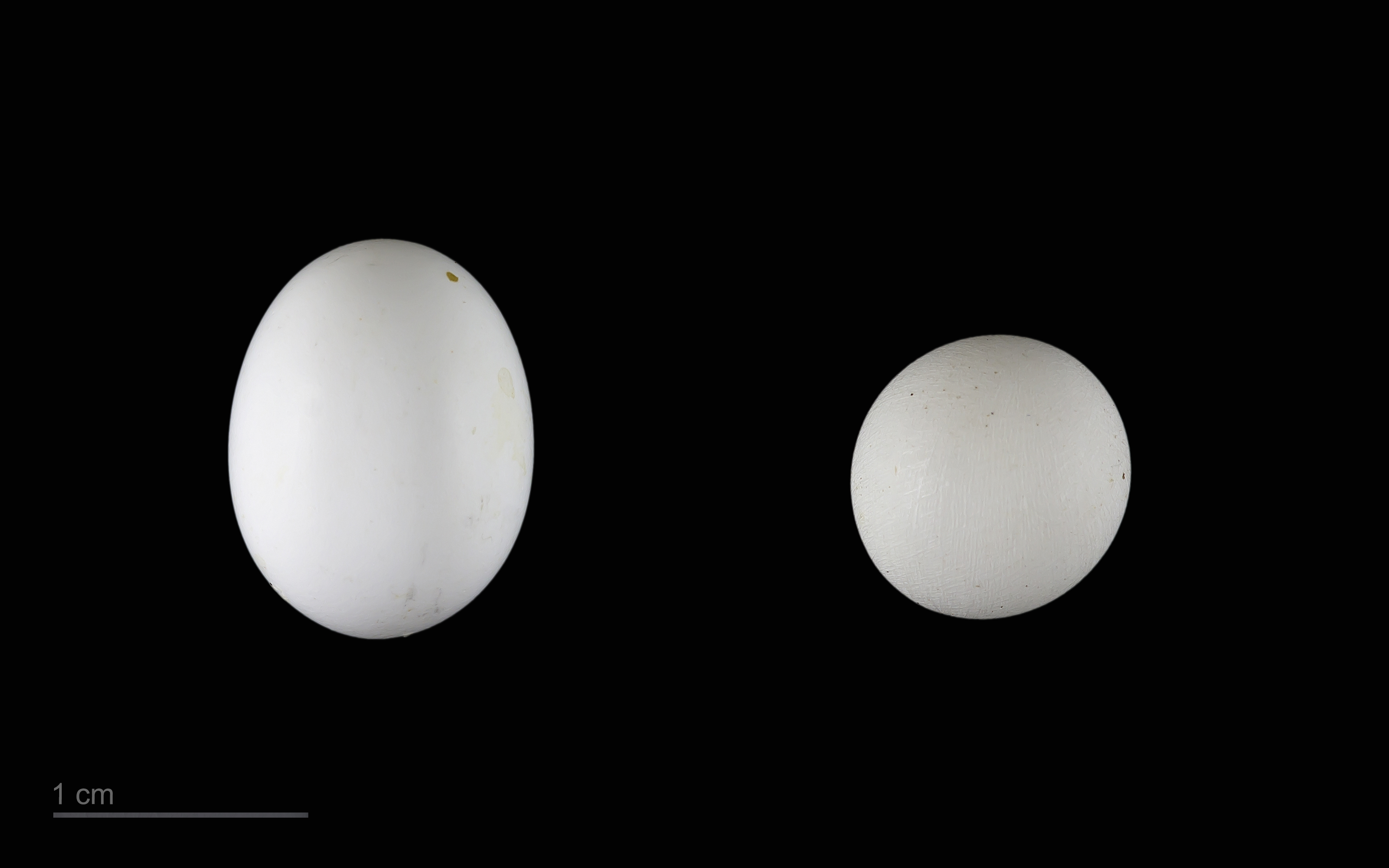
Vidua macroura + Lonchura cucullata

Vidua macroura là một loài chim trong họ Viduidae.